# Leeuwen (Wageningen)
Leeuwen is een buurtschap in de gemeente Wageningen en is ten dele opgenomen in de moderne bebouwing van de stad.
Daardoor is het nog slechts deels als buurtschap herkenbaar. Het centrale deel van de buurtschap, de brink (een boerengebruiksruimte), is ten dele bebouwd met restaurant 'Het Gesprek' en wordt ten dele gesplitst door de vierstrooksweg 'Mansholtlaan', eerder nog een zandpad, de Lage Steeg. Ook het met bomen beplante gedeelte op het terrein van studentenflat Hoevestein is een onderdeel van deze brink. De bij de brink behorende kolk ligt nabij restaurant 'Het Gesprek', op de hoek met de Bosweg. De Bosweg is een van de oude wegen die naar de akkers van Leeuwen, de Leeuwereng leiden. Tevens liep de oude verbindingsweg van Wageningen naar Bennekom, de Grintweg, door Leeuwen. Deze weg liep over de huidige route Churchillweg - Hoevestein - Nijenoord Allee - Grintweg. Door aanleg van de Nijenoord Allee en het zuidelijk deel van de Mansholtlaan werd het kruispunt hier sterk vergroot en de buurtschap aangetast. Tussen Leeuwen en De Peppeld, aan de Grintweg, staat een aantal kenmerkende boerderijen.
De naam Leeuwen zelf is niet meer in het straatbeeld aanwezig; het universiteitsgebouw 'de Leeuwenborgh' en algemene begraafplaats Leeuwerenk houden de herinnering levend.